# Windows Home Server
Windows Home Server är ett operativsystem från Microsoft och som fungerar som en lösning för hemanvändare som har flera PC som är ansluta till ett nätverk. Operativsystemet presenterades 7 januari 2007 på Consumer Electronics Show av Bill Gates. 
Windows Home Server är baserat på Windows Server 2003 SBS SP2 och har funktioner för fildelning, automatisk säkerhetskopiering och fjärranslutning. 